# Ебергард Фіндайзен
Ебергард Фіндайзен (нім. Eberhard Findeisen; 25 травня 1916, Лейпциг, Німецька імперія — 17 січня 2007, Басселтон, Австралія) — німецький офіцер-підводник, капітан-лейтенант крігсмаріне.

## Біографія
3 квітня 1936 року вступив на флот. З вересня 1941 року — офіцер групи військово-морського училища в Фленсбурзі-Мюрвіку. З березня 1943 року — офіцер зв'язку ВМС при німецькому командуванні ВМС в Італії. В травні-листопаді 1941 року пройшов курс підводника, з грудня 1943 по січень 1944 року — курс командира підводного човна. З 24 березня 1944 року — командир підводного човна U-877. 25 листопада 1944 року вийшов у свій перший і останній похід. 27 грудня U-877 був потоплений в Північній Атлантиці північно-західніше Азорських островів (46°25′ пн. ш. 36°38′ зх. д.) протичовновою установкою «Сквод» канадського корвета «Сейнт Томас». Всі 56 членів екіпажу були врятовані і взяті в полон.

## Звання
- Кандидат в офіцери (3 квітня 1936)
- Морський кадет (10 вересня 1936)
- Фенріх-цур-зее (1 травня 1937)
- Лейтенант-цур-зее (1 жовтня 1938)
- Оберлейтенант-цур-зее (1 жовтня 1940)
- Капітан-лейтенант (1 квітня 1943)